# احتراق خودبخود (فیلم)
احتراق خودبخود (انگلیسی: Spontaneous Combustion) فیلمی ترسناک به کارگردانی توبی هوپر است که در سال ۱۹۹۰ منتشر شد. از بازیگران آن می‌توان به براد دوریف اشاره کرد.